# Тєлєгіна Ангеліна Віталіївна
Ангеліна Віталіївна Тєлєгіна (нар. 8 березня 1992, м. Славута, Хмельницька область, Україна) — спортивна льодова танцюристка. У лютому 2012 року вона об'єдналася з Отаром Джапарідзе, для того, щоб виступати за Грузію. Вони виступали на трьох чемпіонатах ISU, досягнувши свого найкращого результату на європейських змаганнях 2013 року в Загребі, де вони кваліфікувалися до вільної програми. Раніше в своїй кар'єрі Тєлєгіна виступала за Росію з Віктором Адонієвим та Валентином Молотовим.

## Кар'єра
Ангеліна Тєлєгіна починала займатися фігурним катанням в 1999 році. Довгий час тренувалася в СДЮШОР «Сокольники» (Москва) у Світлани Любушин, а потім у Алли Бєляєвої. Після цього перейшла в групу танців на льоду Олександра Свинина та Ірини Жук.
У 2007—2009 роках виступала в парі з Віктором Адоньєвим. Переможниця Першості Москви серед юніорів 2008 і Чемпіонату Збройних сил РФ 2008 (Москва). Бронзовий призер Фіналу Кубка Росії 2008 (КМС, Твер). Учасниця Юніорського Гран-прі в Іспанії 2008 (Мадрид, 5-е місце).
З весни 2009 до весни 2011 року тренувалася в ШВСМ (Одинцово) в групі Олексія Горшкова. Виступала в парі з Валентином Молотовим. Срібний призер міжнародного турніру Santa Claus Cup 2009 (Будапешт, Угорщина) і Першості Москви серед юніорів 2009. Бронзовий призер Фіналу Кубка Росії 2010 року (Твер). Переможниця етапу Кубка Росії 2010 року (Казань). Учасниця Чемпіонату Росії 2011 року (Саранськ) та Зимової Універсіади 2011 року (Ерзурум, Туреччина).
З літа 2011 року Ангеліна Тєлєгіна займається в Маунт-Лорел (Нью-Джерсі, США) в групі у Олімпійського чемпіона Євгенія Платова. Через травму партнера дует Тєлєгіна-Молотов розпався в серпні 2011 року і в лютому 2012 року Ангеліна встала в пару з досвідченим грузинським фігуристом Отаром Джапарідзе.
Член збірних команд Росії в сезонах 2008/09 і 2010/11. З сезону 2012/13 Ангеліна Тєлєгіна виступає на міжнародних змаганнях за Грузію.